# 黑田原車站
黑田原車站（日语：／ Kurodahara eki */?）是由東日本旅客鐵道（JR東日本）所經營的鐵路車站，位於日本栃木縣那須郡那須町。本站是JR東日本東北本線沿線的車站。

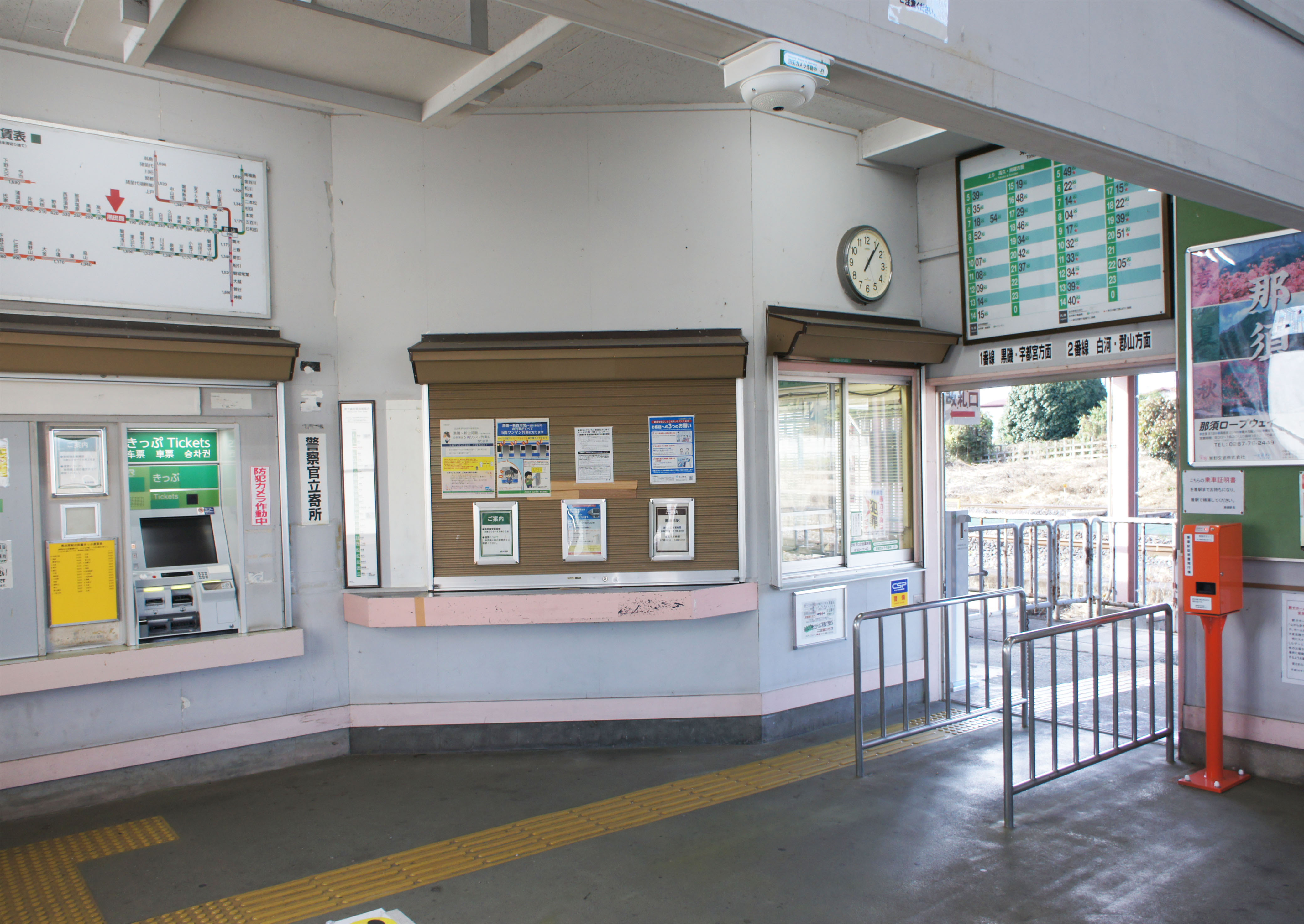
驗票口(2021年10月)

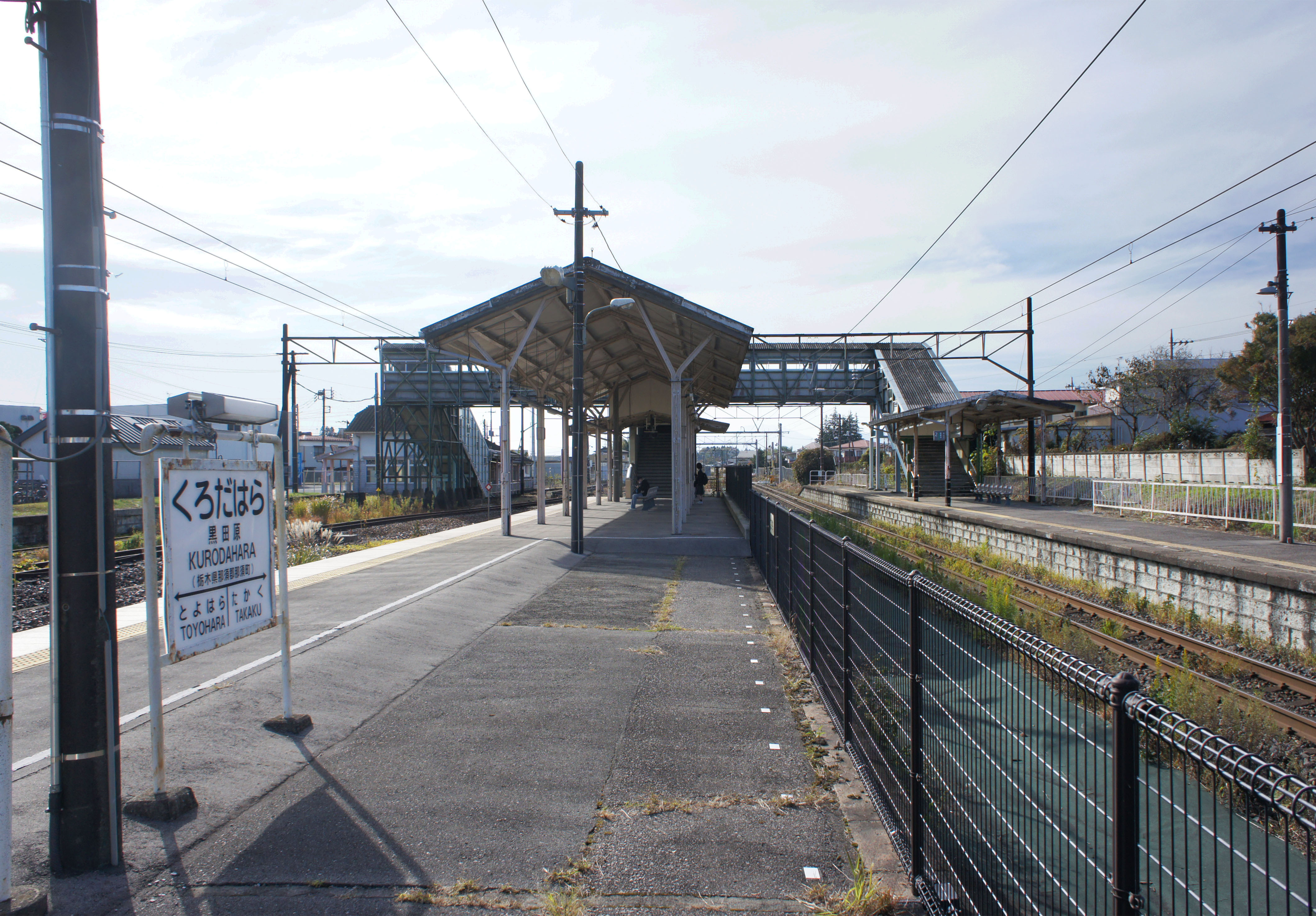
月台(2021年10月)

## 車站結構
本站為側式月台2面2線的地面車站，也是栃木縣所有鐵路車站與大宮支社轄下有人車站中，位置最北的鐵路車站。驗票口與月台透過跨線天橋聯絡。

### 月台配置
| 月台 | 路線      | 方向 | 目的地                 |
| ---- | --------- | ---- | ---------------------- |
| 1    | ■東北本線 | 上行 | 黑磯、宇都宮、上野方向 |
| 2    | ■東北本線 | 下行 | 白河、郡山、福島方向   |

## 相鄰車站
東日本旅客鐵道
■東北本線
高久－黑田原－豐原

## 外部連結
- （日語）黑田原車站（JR東日本） （页面存档备份，存于）

1. ↑  . JR東日本.   [2016-06-26]. （原始内容存档于2001-05-06）.